# La vendetta è mia (film)
La vendetta è mia (復讐するは我にあり?, Fukushū suru wa ware ni ari) è un film del 1979, diretto da Shōhei Imamura. Tratto da un libro di Ryūzō Saki, le vicende del film ricalcano quelle del serial killer giapponese Akira Nishiguchi.
In patria il film ottenne 6 premi (su 12 candidature) agli Awards of the Japanese Academy del 1980.

## Trama
Il quarantenne serial killer Iwao Enokizu viene catturato dalla polizia giapponese dopo una latitanza durata diversi anni. Condotto in carcere e prossimo alla condanna a morte, l'omicida viene sottoposto ad un interrogatorio in cui vengono ripercorse le tappe salienti della sua vita. Cresciuto in una famiglia di pescatori, gli anni della sua infanzia prima, della sua giovinezza poi, si sono distinti per continui contrasti con il padre Shizuo. Da qui la decisione di Iwao di rifiutare le proposte di matrimonio dettategli dai genitori per poi invece sposarsi con Kazuko, una ragazza che gli darà due figlie. Passati alcuni anni in carcere per alcune truffe, Iwao fa ritorno a casa per poi abbandonarla definitivamente, dopo aver scoperto un legame incestuoso tra suo padre e Kazuko. Persa la fede cristiana, comincia a girare per il Giappone, passando da una città all'altra e lasciando dietro di sé una lunga scia di truffe e soprattutto di omicidi. L'abilità di Iwao nel camuffarsi e nell'interpretare i più svariati tipi di persona gli permette di sfuggire alla polizia, finché, dopo aver ucciso anche la sua amante Haru da cui aspettava un figlio e la madre di lei, viene finalmente arrestato e condotto in carcere. Cinque anni dopo la sua cattura viene giustiziato e le sue ossa vengono gettate da una scogliera dall'odiato padre e dalla sua ex moglie.

## Critica
(Commento del dizionario Morandini)